# 長島風力発電所
長島風力発電所（ながしまふうりょくはつでんしょ）は鹿児島県出水郡長島町にある風力発電所。
2008年（平成20年）6月までに全21基の据付・試運転を行い、同年10月に運転を開始した。

## 概要
- 所在地：鹿児島県出水郡長島町川床
- 発電所名：長島風力発電所
- 発電事業会社：長島ウインドヒル株式会社（九電みらいエナジー・九州電力・九電工の共同出資会社）
- 発電機：三菱重工業  WMT92/2.4
- 発電量：一基当たり2,400kW
- 発電所出力：50,400kW
- 発電機数：21基
- 年間合計発電量：約 100,000,000kWh
- 年間二酸化炭素削減量：約40,000トン
- 工事着工年月：2005年（平成17年）10月
- 完成・運転開始年月：2008年（平成20年）10月